# 亞歷山大·涅夫斯基廣場II站
亞歷山大·涅夫斯基廣場II站（羅馬化：Ploshchad Aleksandra Nevskogo-2）是聖彼得堡地鐵的一個車站。亞歷山大·涅夫斯基廣場II站開通於1985年12月30日，是聖彼得堡地鐵4號線的車站。在該站可換乘聖彼得堡地鐵3號線的亞歷山大·涅夫斯基廣場I站。